# Bouillon de poisson
Ne doit pas être confondu avec le fumet de poisson.
Le bouillon de poisson est un type de bouillon, à la base de plusieurs recettes, en particulier des soupes et des sauces de poisson. Il est assemblé typiquement à partir d'os et de têtes de poissons, ainsi que de mirepoix.

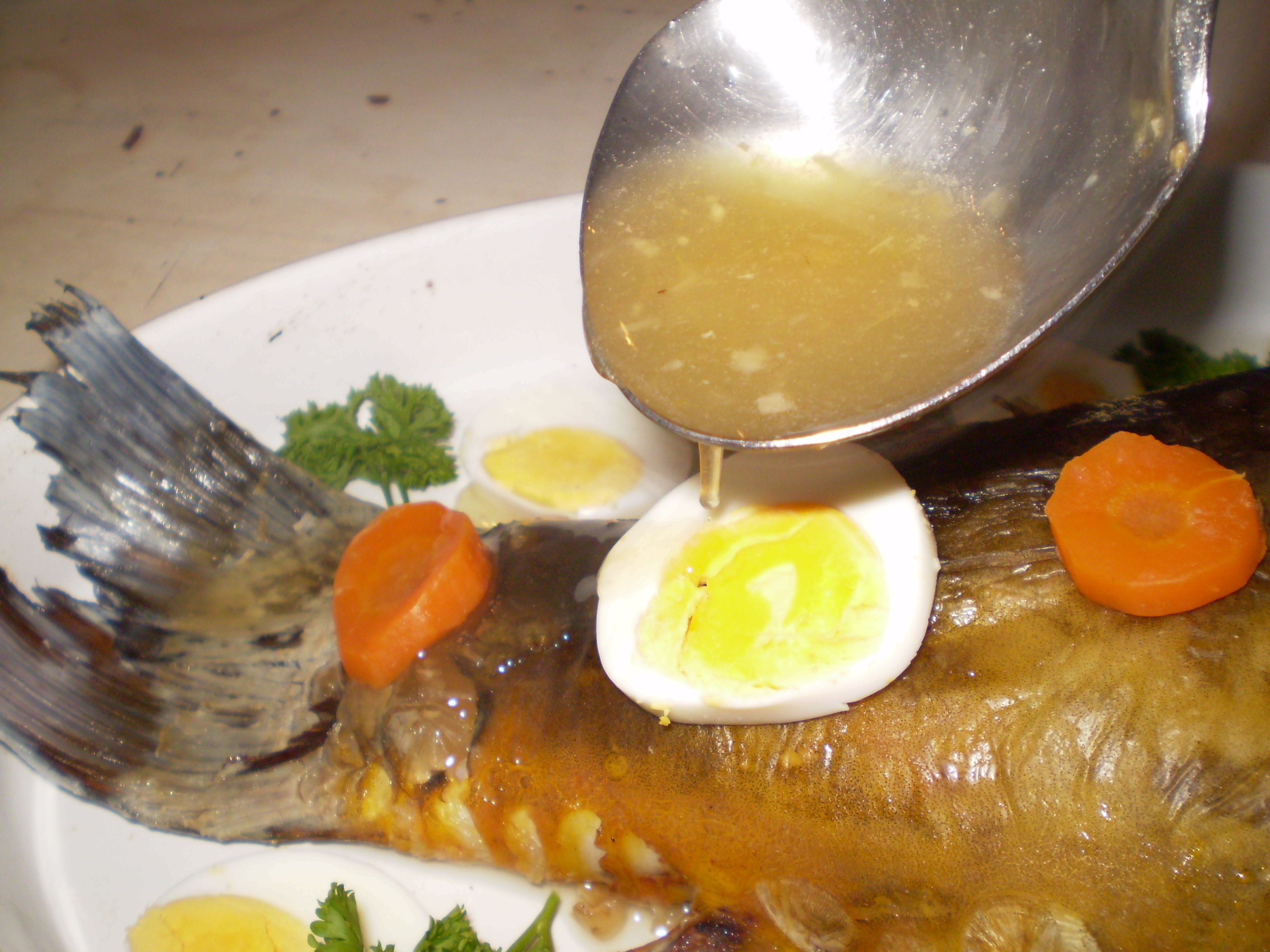
Bouillon de poisson versé sur un poisson cuit (Gefilte fish, plat typique juif de l'Europe de l'Est).
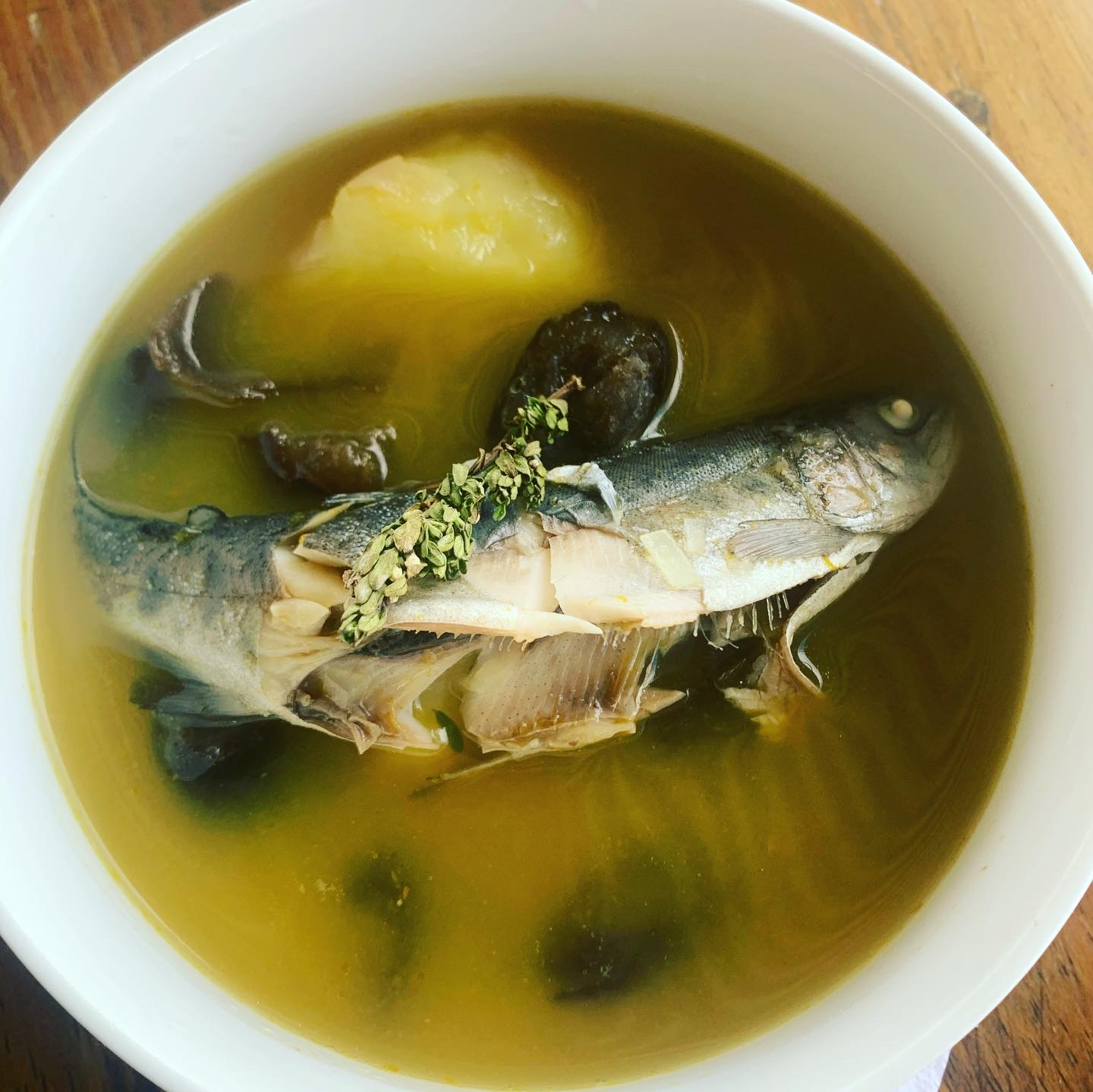
Caldo de carachi, bouillon de poisson des régions autour du lac Titicaca.

## Cuisine japonaise
La préparation de poisson katsuobushi est utilisée dans la fabrication du bouillon de poisson appelé dashi, un composant de base de la cuisine japonaise.